# Richard Wollheim
Richard Wollheim (né le 5 mai 1923, mort le 4 novembre 2003) est un philosophe britannique du courant analytique, connu pour ses travaux en philosophie de l'esprit, sur la psychanalyse et surtout sur la théorie de l'art et de la peinture. Il introduit le terme de minimalisme dans le domaine de la critique d'art. Wollheim a également écrit sur la philosophie politique.

## Biographie
Richard Wollheim fait ses études à la Westminster School de Londres et au Balliol College de l'université d'Oxford. Il fait son service militaire durant la Seconde Guerre mondiale comme officier d'infanterie en France. Fait prisonnier par les Allemands en 1944, il s'évade pour rejoindre son unité. Il enseigne à partir de 1949 à l'University College de Londres et il est professeur de philosophie de l'esprit et de la logique de 1963 à 1982. Il enseigne ensuite dans plusieurs grandes universités américaines comme l'université Columbia et l'université de Berkeley de 1985 à sa mort.

## Philosophie
Wollheim a publié plusieurs livres dans le domaine de l'esthétique, tels que L'Art et ses objets (1968) et Painting as an Art (1987). Il s'interroge sur les modalités de la perception de l'art - particulièrement la peinture - et établit des liens avec la psychanalyse. Il critique la psychologie qui est communément présupposée dans le discours de l'histoire de l'art. Il établit un lien entre son amour de la peinture et sa défense du socialisme, qu'il considère comme deux formes fondamentales de la « nature humaine ».
Ses écrits sur la peinture ont porté sur Nicolas Poussin, Ingres, Édouard Manet et Giovanni Bellini ainsi que sur des peintres contemporains tels que De Kooning. Il introduit le terme « minimalisme » dans son essai Minimal Art (paru dans Arts Magazine en 1965) où il s'interroge de façon à la fois sceptique et sérieuse sur les critères minimaux de l'œuvre d'art en relation avec la peinture de monochromes d'Ad Reinhardt ou aux ready-made de Marcel Duchamp.

## L'art minimal
Dans son article Minimal Art de 1965, Richard Wollheim analyse l'œuvre des artistes dits minimalistes, mais propose surtout une théorie de l'art moderne dans la situation « des cinquante dernières années » : soit depuis 1915. Marcel Duchamp en est la figure plus emblématique avec son concept de ready-made dans le domaine des arts plastiques de même que Stéphane Mallarmé et son angoisse de la page blanche dans le domaine de la littérature.
Ces objets ont pour point commun leur « contenu artistique minimal » (minimal art-content) : ils sont « indifférenciés à l'extrême » et « possèdent peu de contenu d'aucune sorte » ou bien leur différenciation provient non de l'artiste mais d'une autre source comme la nature ou l'usine. Ces objets suscitent certes « le doute et l'anxiété », mais Wollheim cherche à savoir s'ils ne montrent pas également la « nature persistante de l'art ».
Il distingue deux sortes d'objets dans l'art minimal :
Première sorte d'objets (les objets de type ready-made) : si l'on considère comme acceptable le geste de Duchamp de proposer un urinoir (Fontaine) dans une exposition d'art, la difficulté est qu'il faut abandonner un ingrédient dans l'art que l'on avait considéré comme essentiel pendant des siècles : l'œuvre, le travail (work) dans l'œuvre d'art (work of art). Le problème est que les artistes n'ont rien fait. La création de l'art est instantanée. La théorie du « rendez-vous » de Duchamp consiste à soumettre un objet au monde de l'art à un certain moment et en un certain lieu. Il n'y a pas la phase de mettre de la peinture sur la toile, de tailler la pierre, de forger des pièces de métal. Il n'y a pas non plus la décision que l'œuvre est achevée à un certain moment.
Deuxième sorte d'objets (les objets de type monochrome) : les objets présentent certes ce que nous considérons comme un effort ou un travail. La peinture a une surface monochrome et peut être regardée comme une œuvre même si son statut est minimal. Reinhardt est le dernier degré dans un processus de « distorsion » qui affecte l'histoire de la peinture depuis Ingres et Picasso. Mais l'image a été complètement démantelée. Il ne reste plus rien de peint. Il manque la différenciation qui fait une œuvre « constructive » dans la tradition occidentale. On oublie la gravité de l'art pour regarder les objets pour eux-mêmes. L'objet n'est plus distinct de l'œuvre d'art. On ne fait qu'aimer les qualités et non la chose.

## Ouvrages traduits en français
- L'Art et ses objets (1968), Paris, Aubier, 1994
- Freud, Paris, Seghers, 1971
- Un roman familial, Paris, Christian Bourgois, 1971